# تامیشی
تامیشی (به لاتین: Tamishi) یک منطقهٔ مسکونی در گرجستان است که در ناحیه اوچامچیرا واقع شده‌است. تامیشی ۵۴۹ نفر جمعیت دارد و ۱۰ متر بالاتر از سطح دریا واقع شده‌است.